# سيدني سميث لي
سيدني سميث لي (بالإنجليزية: Sydney Smith Lee)‏ هو ضابط أمريكي، ولد في 2 سبتمبر 1802 في Stratford Hall (plantation) ‏ في الولايات المتحدة، وتوفي في 22 يوليو 1869 في ريتشلاندز في الولايات المتحدة.